# Brisée Verdière
Brisée Verdière är en ort i Mauritius.   Den ligger i distriktet Flacq, i den västra delen av landet, 15 km öster om huvudstaden Port Louis. Brisée Verdière ligger 183 meter över havet och antalet invånare är 7 374. Den ligger på ön Mauritius.
Terrängen runt Brisée Verdière är kuperad västerut, men österut är den platt. Runt Brisée Verdière är det tätbefolkat, med 476 invånare per kvadratkilometer. Närmaste större samhälle är Port Louis, 15,4 km väster om Brisée Verdière. I omgivningarna runt Brisée Verdière växer i huvudsak städsegrön lövskog.